# SilverStripe
SilverStripe ist ein auf PHP und MySQL basierendes CMS und freies Model-View-Controller-Framework, des gleichnamigen neuseeländischen Unternehmen, das im Jahr 2000 von Tim Copland, Sigurd Magnusson und Sam Minnée Entwicklerstudio in Wellington gegründet wurde.

## Besonderheiten
SilverStripe stellt neben den Basisfunktionalitäten eines Content-Management-Systems auch ein integriertes Model-View-Controller-Framework (sapphire) bereit, das die Entwicklung von Erweiterungen stark vereinfachen soll. Die Entwickler haben nach eigenen Angaben besonderes Augenmerk auf die schnelle und simple Implementierung von Zusatzfunktionalitäten gelegt.

## Module
Die Funktionalität des Systems kann über Module erweitert werden. Momentan stehen bereits viele Module zur Verfügung (ein Auszug):
- Blog
- E-Commerce (z. B. SilverCart aus Deutschland)
- External Authentication
- Flickr Gallery
- Forum
- Gallery
- Maps
- Technorati
- Youtube Gallery

## Widgets
SilverStripe unterstützt sogenannte Widgets. Diese sind als gekapselte, visuelle Informationsbereiche per Drag and Drop über das Backend neu arrangierbar.

## Historie
SilverStripe wurde vor der Version 2.0 kommerziell vertrieben und steht seit Februar 2007 unter der BSD-Lizenz als freie Software bereit. Die aktuelle Version ist 4.12.1.
SilverStripe konnte insbesondere durch den von Google jährlich veranstalteten Google Summer of Code an Bekanntheit und Qualität gewinnen. Diese Entwicklungsarbeit setzt sich momentan im Google Highly Open Participation (GHOP) contest fort.
Im März 2009 wurde SilverStripe für eine vereinfachte WAMP-Installation als eine von zehn PHP- und .Net-Framework-Anwendungen in den Web Platform Installer (WebPI) von Microsoft aufgenommen.
Im Jahr 2012 kam Version 3.0. heraus (eine komplette Überarbeitung des Frameworks und des CMS).
Seit Dezember 2017 ist Version 4.0 verfügbar, dessen CMS Interface baut nun auf Bootstrap 4 und ReactJS auf und nutzt den TinyMCE 4.0.x.

## Technische Anforderungen
Das Model-View-Controller-Framework benötigt einen kompatiblen Webserver und eine SQL Datenbank. Mit der Version 4.0.1. müssen folgende Anforderungen erfüllt sein:
- Apache 2.0+ mit mod_rewrite und "AllowOverride All" aktiviert, Lighttpd Support, Hiawatha, Cherokee oder Microsoft IIS 7.x+ (für Versionen vor 2.4.0 wird ein URL Rewriter benötigt)
- MySQL v5.0+, Microsoft SQL Server 2008+, PostgreSQL 8.3+. SQLite 3 und Oracle Database sind als Entwicklungen der SilverStripe Community verfügbar.
- PHP 5.6 oder aktueller mit MySQL, GD Graphics Library und zlib-Unterstützung

## Fachliteratur
- Steven Broschart, Ingo Schommer: SilverStripe – Das umfassende Handbuch, Galileo Press, 2009. ISBN 978-3-8362-1295-3